# Heritage Plaza
Heritage Plaza — небоскрёб, расположенный в Хьюстоне (штат Техас, США). Этажность небоскрёба составляет 53 этажей, высота — 232 метров.

## История
Строительство началось в 1984 году и было завершено в 1987 году. Проектировала здание компания M. Nasr & Partners. В 1989 году примерно 51 000 м² помещений оставалось пустующим. В течение 12 лет здание служило штаб-квартирой компании Texaco. В 2001 году эта компания была поглощена компанией Chevron, и здание стало штаб-квартирой этой компании. В 2005 году Goddard Investment Group приобрела здание. В 2005 год 65 000 м² площадей здания пустовали. В 2006 году компания EOG Resources подписала 15-летний договор об аренде на 19000 м², став крупнейшим арендатором в здании того времени. В 2007 году компания Deloitte & Touche LLP арендовала 28 000 м² на 12 лет, эта компания является на данный момент крупнейшим арендатором.

## Архитектура
Heritage Plaza известна ступенчатой функцией гранита на верхней части здания, которая напоминает пирамиды майя. Интерьер лобби также разработан с мексиканскими влияниями. Также этот небоскрёб один из немногих, которые не связаны с туннельной системой небоскрёбов даунтауна.